# Jean-Baptiste Cerlogne

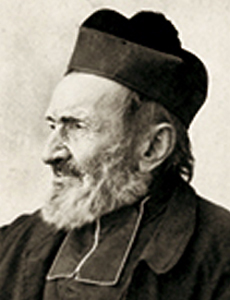
Jean-Baptiste Cerlogne

Jean-Baptiste Cerlogne (* 6. März 1826 in Saint-Nicolas; † 7. Oktober 1910 ebenda) war ein italienischer Pfarrer, Dichter und Dialektologe. Seine Schriften über die Grammatik und den Wortschatz des Dialekts des Aostatals sind für die Sprachgeschichte des Frankprovenzalischen bedeutend.

## Leben
Jean-Baptiste Cerlogne kam am 26. März 1826 in der Ortschaft Cerlogne in der Gemeinde Saint-Nicolas als Sohn des Schullehrers zur Welt. 1837 wanderte er im jungen Alter wie viele Personen aus dem Aostatal nach Südfrankreich aus und fand in Marseille unter anderem eine Anstellung im Hôtel des Princes. 1845 kehrte er nach Saint-Nicolas zurück, um die Dorfschule zu besuchen. 1847 trat er in die Armee des sardinisch-piemontesischen Königs Karl Albert ein und nahm am Ersten Italienischen Unabhängigkeitskrieg an den Schlachten von Santa Lucia am 6. Mai 1848 und Goito am 30. Mai 1848 teil; dabei geriet er in österreichische Kriegsgefangenschaft, aus der er am 7. September 1848 zurückkehrte. Er kämpfte wieder in der Schlacht bei Novara am 23. März 1849 und ging anschließend in das Aostatal zurück.
Von 1852 an arbeitete er als Koch am Seminar in Aosta. 1856 begann er unter der Aufsicht des Pfarrers von Saint-Nicolas, Basile Guichardaz, das Theologiestudium, das er ab 1859 im Priesterseminar in Aosta fortsetzte. Nach dem Studium und ersten Stellen als Vikar wurde Jean-Baptiste Cerlogne 1865 als Pfarrer von Valgrisenche im westlichen Aostatals eingesetzt. In den folgenden Jahren leitete er verschiedene Pfarreien des Aostatals und im Piemont, unter anderem in Pontboset, Ayas, Champdepraz, Trino in Gressoney-Saint-Jean, Barbania, Front Canavese, Pessinetto, Cantoira, Corio und Canale d’Alba. Am 30. November 1903 trat er in den Ruhestand und weilte bis 1908 im Priorat Saint-Jacquême in Saint-Pierre im Aostatal. Von 1908 wohnte er im Hospiz von Marius Thomasset in Villeneuve im Aostatal und schließlich noch für kurze Zeit in Saint-Nicolas, wo er am 7. Oktober 1910 starb.

## Frankoprovenzalischer Dichter und Sprachforscher
Jean-Baptiste Cerlogne ist der erste bekannte Schriftsteller im Dialekt des Aostatals und ein Pionier der Dialektologie. Sein erstes Gedicht verfasste er, offenbar auf Anregung des Kanonikers und Domarchivars Édouard Bérard in Aosta, im Jahr 1855: L’Infan prodeggo ist das erste überlieferte Gedicht in der Sprache des Aostatals.
In den folgenden Jahren schrieb Cerlogne an seinen verschiedenen Wirkungsstätten immer wieder Dialektwerke, vorwiegend Gedichte, Lieder und Kalenderbeiträge. 1898 erschien sein Gedicht zur Erinnerung an den italienischen Unabhängigkeitskrieg 50 Jahre zuvor. In der Zeit in Saint-Jacques d’Ayas redigierte er in mehrjähriger Arbeit ein Wörterbuch und eine Grammatik dar valdostanischen Sprache. 1909 veröffentlichte er den Text Le patois valdôtain.

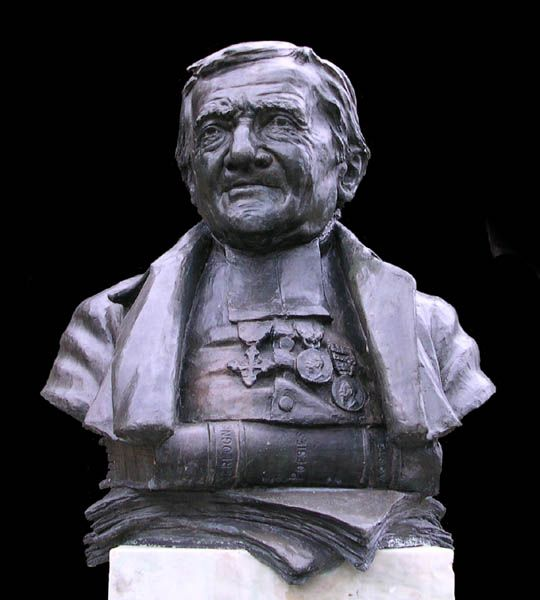
Denkmal für Jean-Baptiste Cerlogne in Saint-Nicolas, 1914

## Ehrungen
In Saint-Nicolas befinden sich ein Denkmal für den Dichter und das Musée Cerlogne beim Institut Centre d’études francoprovençales «René Willien», das seit 1963 den Dichterwettbewerb Concours Cerlogne für Poesie, Theater und Musik im frankoprovenzalischen Patois ausschreibt.
In Aosta und in Saint-Pierre tragen Schulen den Namen des Sprachpioniers.

## Werke

### Sprachwissenschaft
- Dzan pouro. 1892.
- Petite grammaire du dialecte valdôtain. 1893.
- Dictionnaire du dialecte valdôtain. 1908.
- Poésies en dialecte valdôtain.
- Dictionnaire de patois valdôtain précédé de la petite grammaire, Imprimerie Catholique, Aoste 1907.
- Le patois valdôtain – son origine littéraire et sa graphie. 1909.

### Gedichte
- L'Infan prodeggo. 1855.
- La marenda a Tsesalet
- La Pastorala. 1861.
- Les petits chinois. 1868.
- Lo Tsemin de Fer. 1886 (über den Bau der Eisenbahn im Aostatal).
- Le s-ou et le dove comére. 1887.
- A do dzovenno epaou. 1887.
- Pastorala di Rei. 1888.
- Tsanson de Carnaval. 1893.
- Le maçon de Saint-Gra.
- La vie du petit ramoneur. 1894.
- Cinquantiémo anniverséro de 48. 1898.
- Le 22 juillet 1901 à Courmayeur. 1901.
- Le patois valdôtain. 1909.
- La fenna consolaye. 1910.